# ليني وايت
ليني وايت (بالإنجليزية: Lenny White)‏ هو عازف جاز وطبال أمريكي، ولد في 19 ديسمبر 1949 في نيويورك في الولايات المتحدة.

## وصلات خارجية
- الموقع الرسمي
- ليني وايت على موقع IMDb (الإنجليزية)
- ليني وايت على موقع ميوزك برينز (الإنجليزية)
- ليني وايت على موقع أول ميوزيك (الإنجليزية)
- ليني وايت على موقع ديسكوغز (الإنجليزية)